# اسپرینگ میلز (پنسیلوانیا)
اسپرینگ میلز (به انگلیسی: Spring Mills) یک منطقهٔ مسکونی در ایالات متحده آمریکا است که در شهرستان سنتر، پنسیلوانیا واقع شده‌است. اسپرینگ میلز ۲۶۸ نفر جمعیت دارد.